# Montpellier Run Festival
Le Montpellier Run Festival est un festival de course running se déroulant sur trois jours en avril dans la ville de Montpellier. Le festival est créé en 2024 et prend la suite du marathon de Montpellier créé en 2010. Auparavant, Montpellier n'avait pas connu de marathon depuis 23 ans (1987).
Il est organisé conjointement par la métropole de Montpellier et par l'association Playground. Le pari du festival est d'élargir le nombre de participants pour fédérer un public plus familial et novice, notamment avec la présence de parcours plus courts (5 km, 10 km) mais aussi des parcours enfants, et collectif ( Kids, et Ekiden). En 2025 le festival a attiré près de 14 000 participants.

## Historique
En 2010, la ville de Montpellier, Montpellier Métropole Méditerranée et le club Montpellier Athlétic Méditerranée Métropole (MA2M) ont conjointement organisé le marathon de Montpellier. L'objectif était d'inscrire la ville parmi les dix premières villes françaises organisatrices d'un marathon et d’en faire un rendez-vous populaire et convivial. Lors de cette première édition, le Marathon de Montpellier fut dédié à la lutte contre la sédentarité et l’obésité. En partenariat avec le Centre Hospitalier Universitaire de Montpellier, 21 personnes en surcharge pondérale ont effectué, en se relayant, un parcours adapté de 21 fois, 2 km, soit la distance du marathon. En 2011, le semi-marathon fut créé.
En 2023, l'entreprise Playground co-organise avec la métropole le marathon. Le format est changé en 2024 pour le nommer Montpellier Run festival afin d'attirer un public plus large, avec un regroupement des épreuves sur un même week-end. Le Marathon (42 km), le Semi-Marathon (21,09 km), le 10 km, le 5 km, l'Ekiden  et une épreuve pour les moins de 14 ans. L'épreuve de marche nordique un temps présente a été supprimée.

## Parcours du marathon
Depuis sa création en 2010, le marathon a connu 3 parcours:

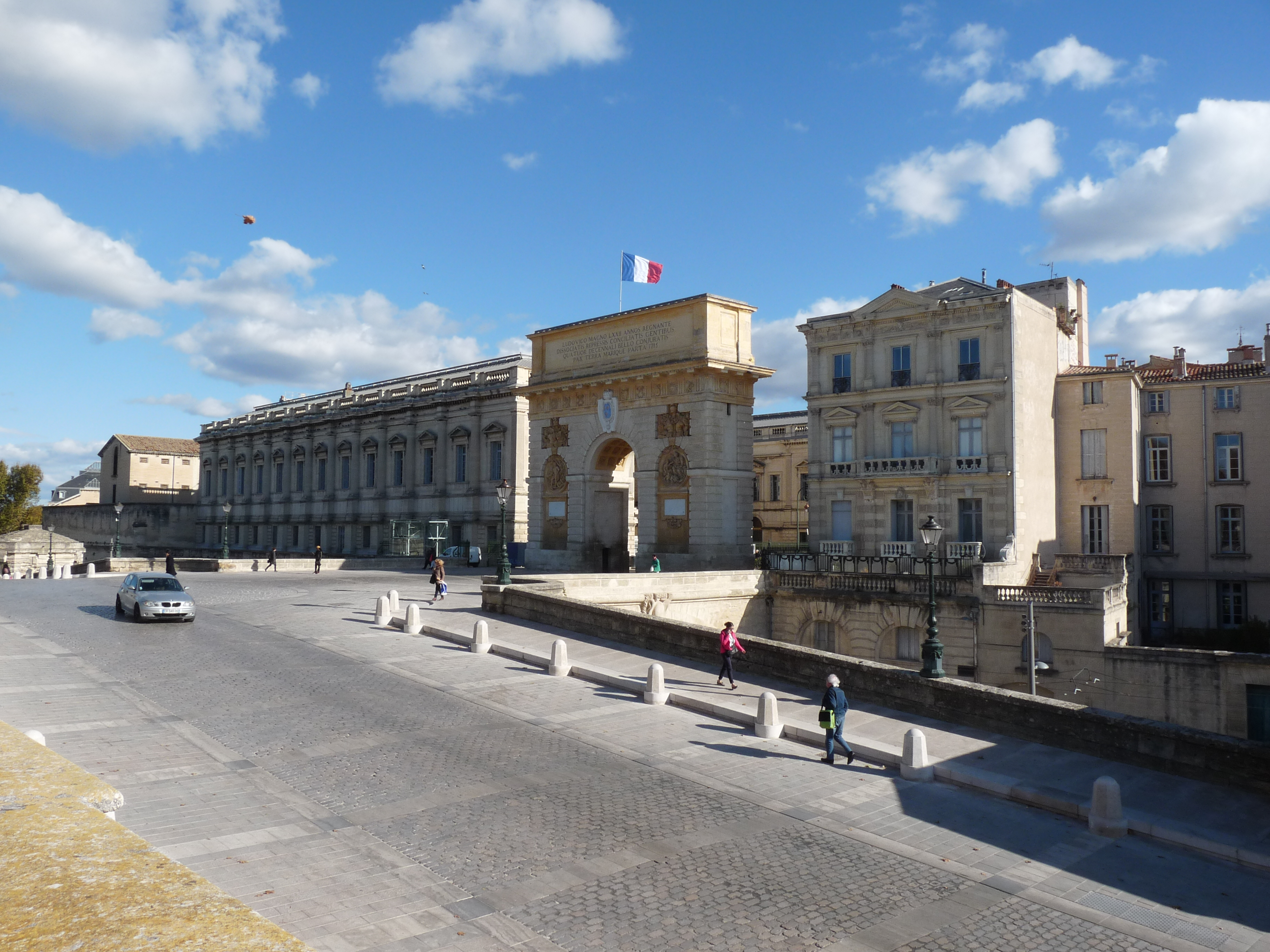
Les premières éditions jusqu'en 2015 présentèrent une boucle de 42 km intra-muros à Montpellier, avec un départ sur la place de la Comédie[1]. Une boucle par l'ouest, boulevard Clémenceau, Ovalie, Celleneuve, les Cévennes, Boutonnet, Pompignane, Millénaire, Antigone.
- À partir de 2016, le parcours a été revu pour profiter des espace verts de la région (profitant ainsi des étangs et du bord de mer) et avec un départ au niveau de la place du nombre d'or. La boucle de 42 km comprend désormais Montpellier mais aussi Castelnau-le-Lez, Lattes, Pérols, Mauguio-Carnon et Palavas-les-Flots. D'où sa devise jusqu'en 2023 "Du cœur de ville au bord de mer".
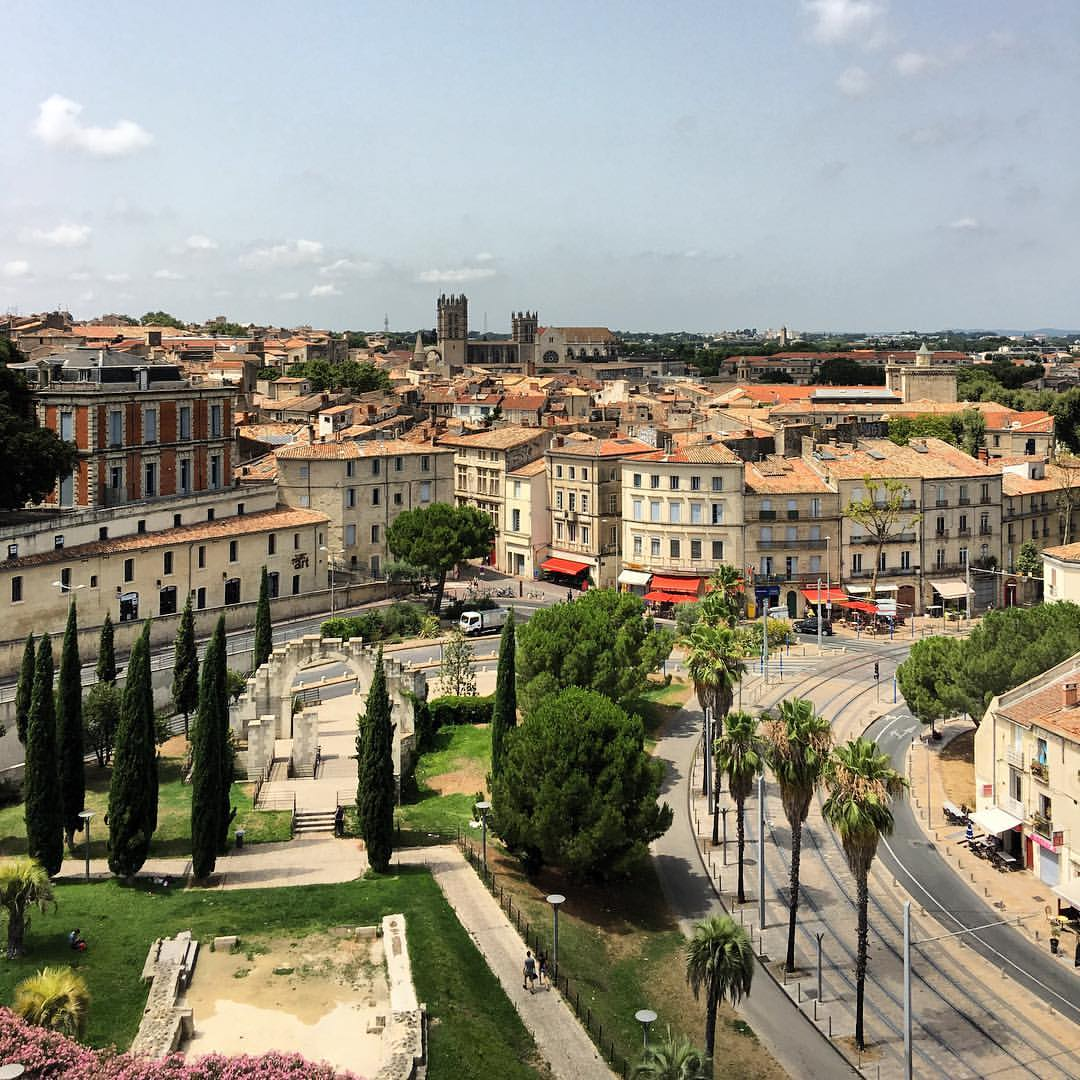
Depuis 2023, le départ des courses se fait au niveau de l'arc de triomphe, avec la particularité d'une boucle de 21 km sur deux tours. Une boucle par le Corum, la place de la Comédie, les rives du Lez, Castelneau-le-Lez, le domaine de Verchant, le domaine de Grammont, le bassin Jacques-Cœur, la Nouvelle mairie, la tour de la Babote, pour revenir au Peyrou. .  - L'arc de Triomphe
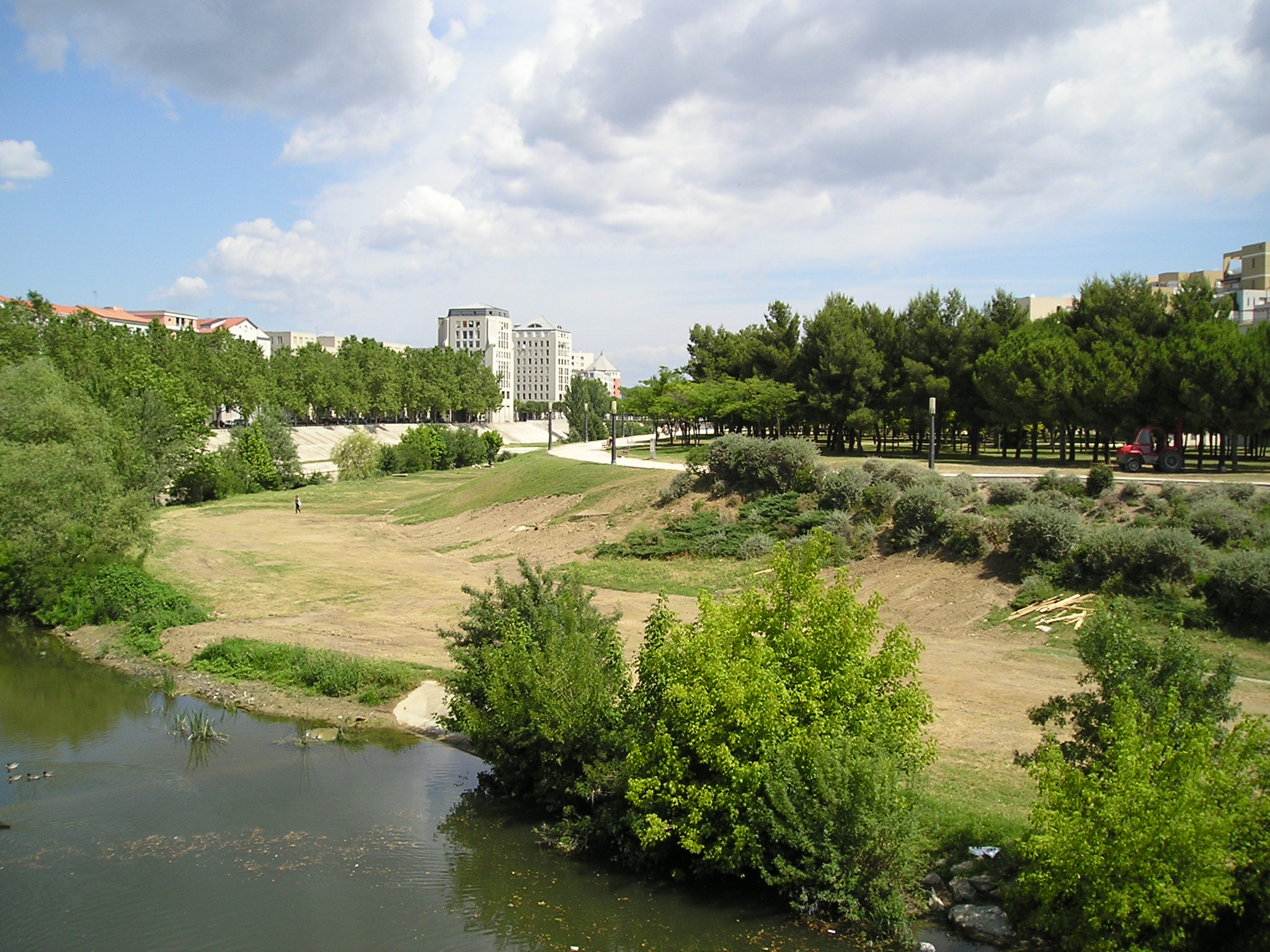
Les rives du Lez
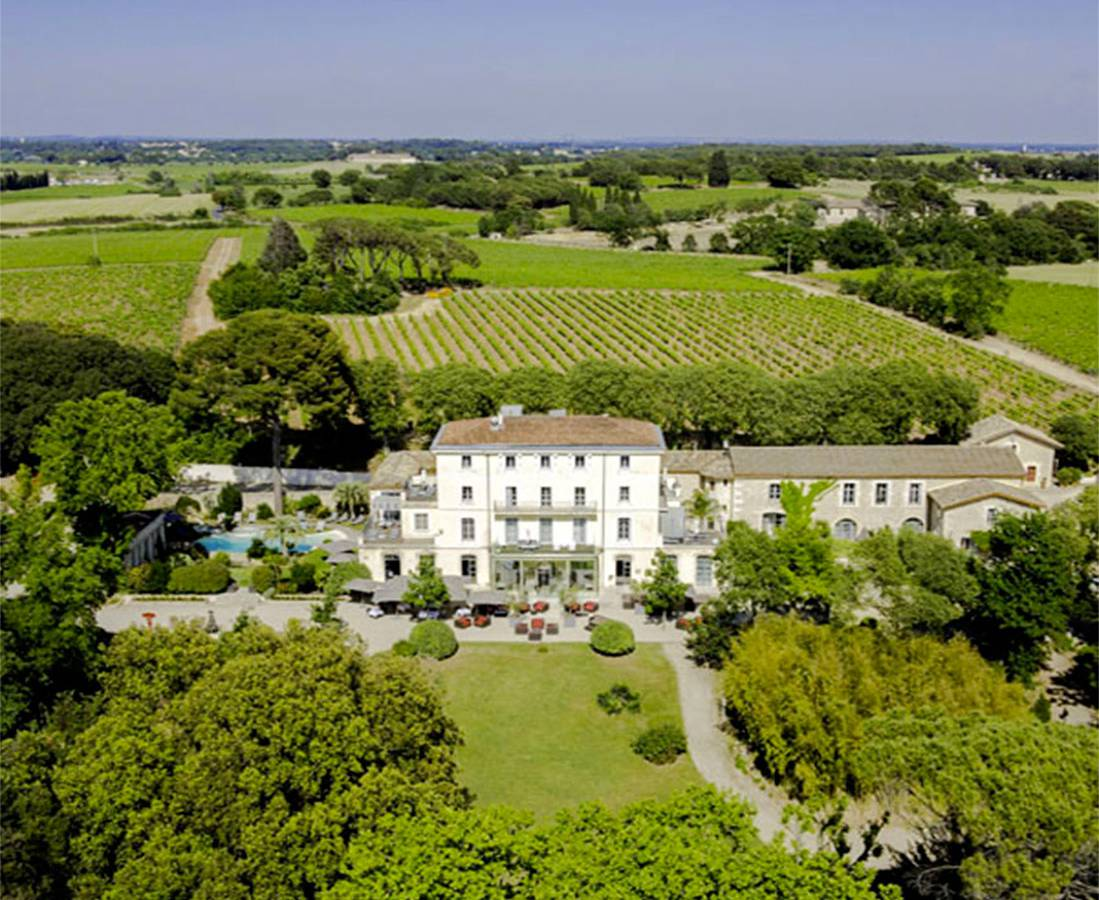
Domaine de Verchant
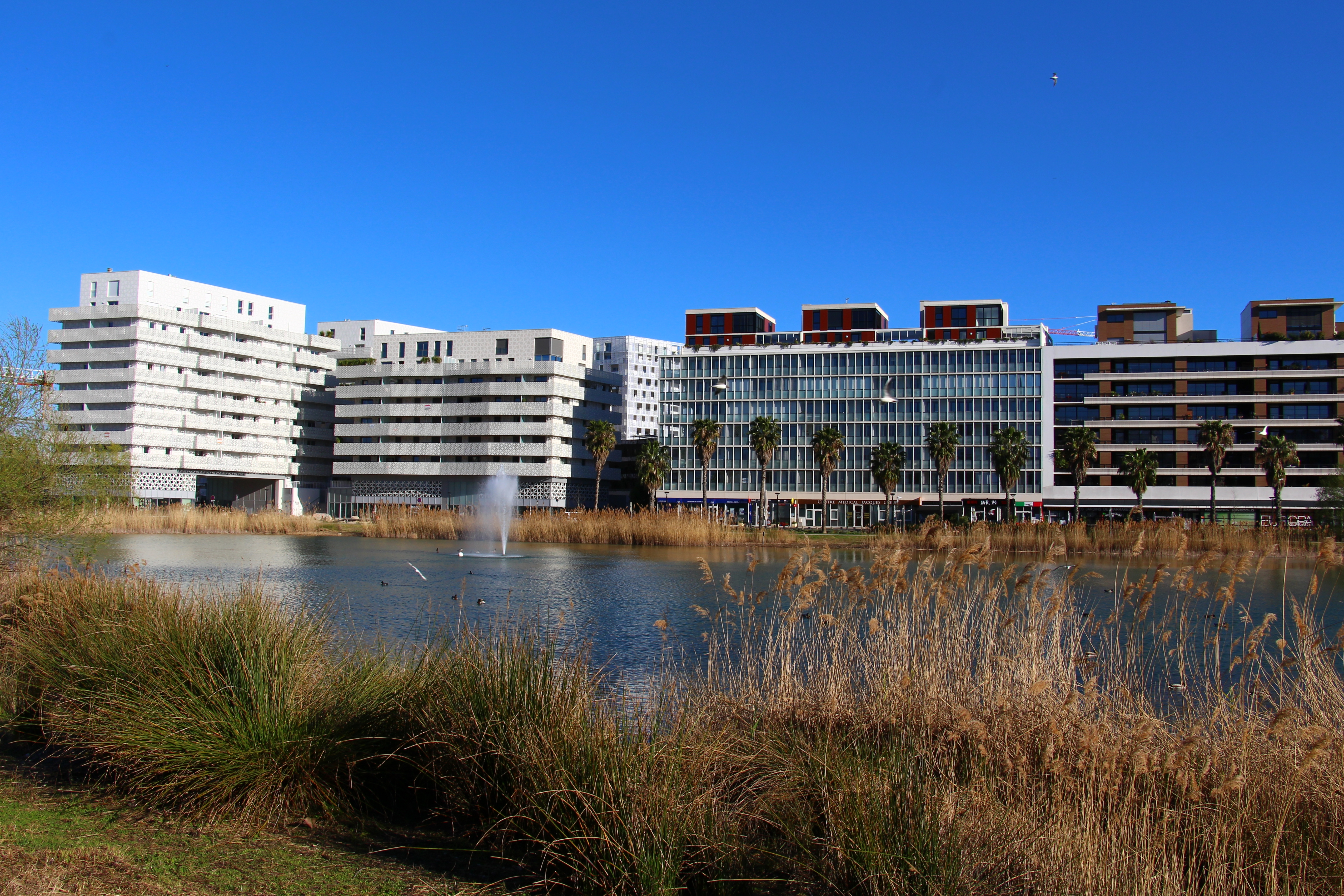
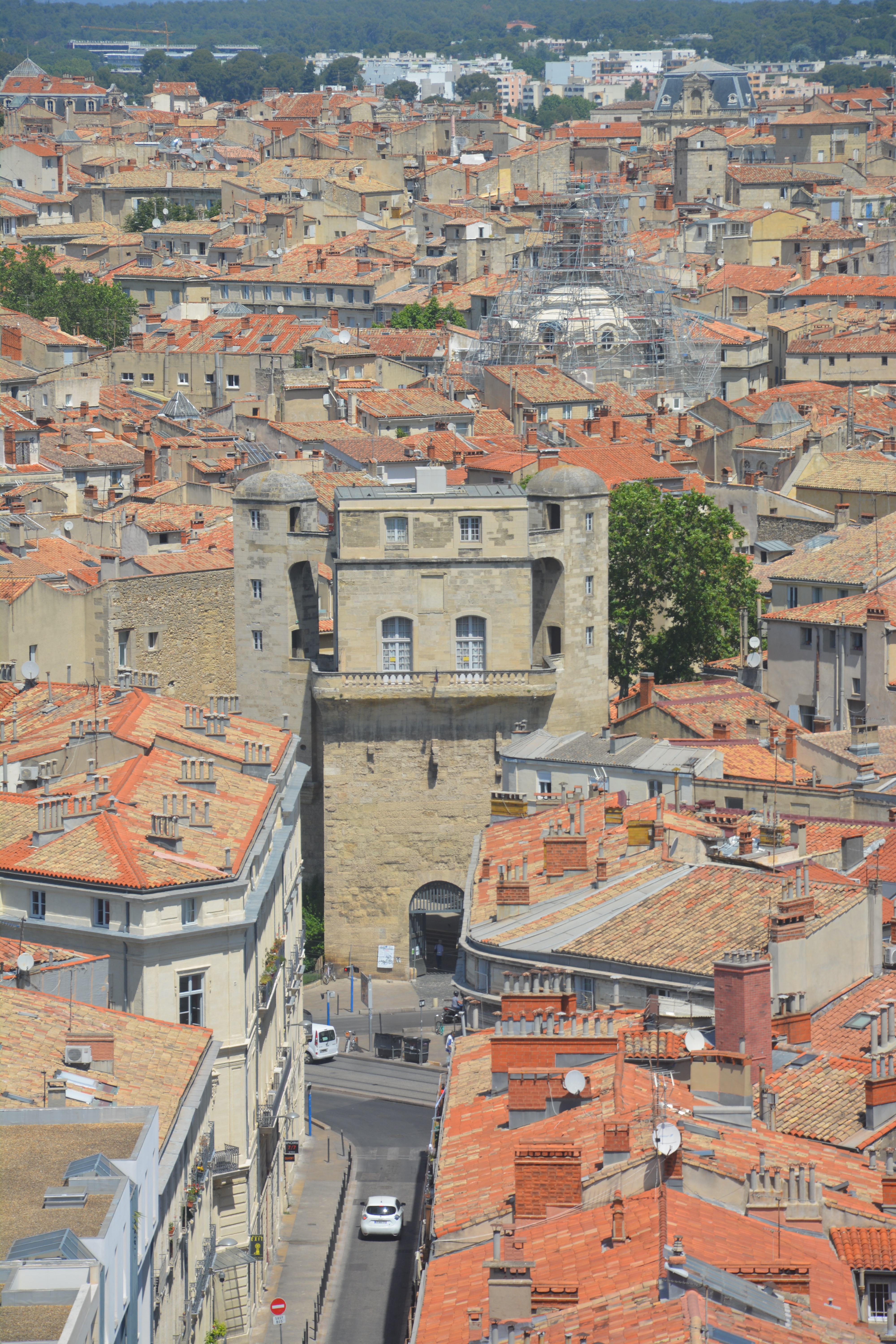
Tour de la Babote
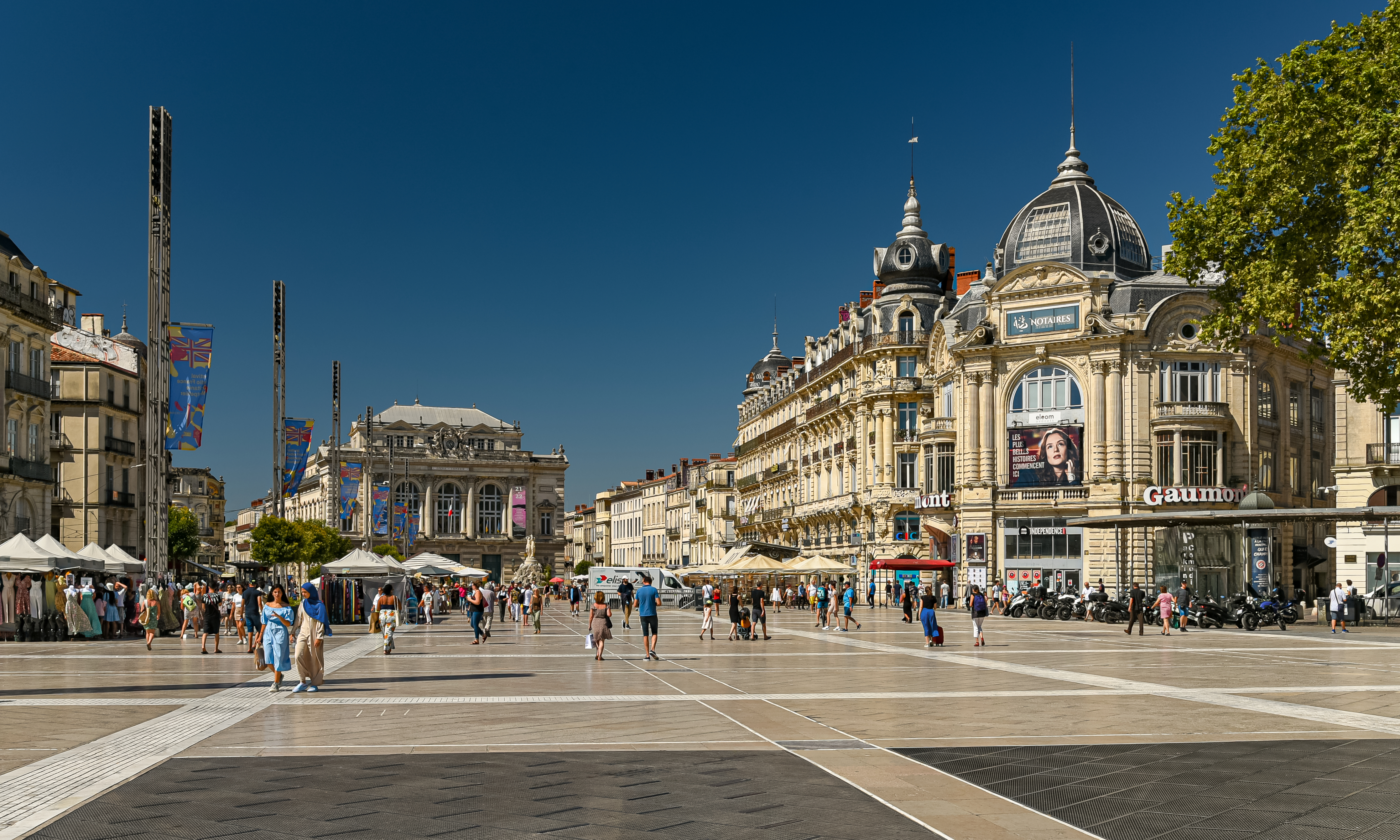
La place de la Comédie
  - Devant le Corum
  - Les rives du Lez
  - Domaine de Verchant
  - Tour de la Babote
  - La place de la Comédie

## Palmarès du marathon (42km)
| Date | Vainqueur (Homme) | Pays    | Temps           | Vainqueur (Femme)    | Pays    | Temps           |
| ---- | ----------------- | ------- | --------------- | -------------------- | ------- | --------------- |
| 2010 | Marc Philippe     | France  | 2 h 35 min 51 s | Edwige Gintrand      | France  | 3 h 01 min 27 s |
| 2011 | Sadik Bahla       | France  | 2 h 33 min 03 s | Edwige Gintrand      | France  | 3 h 06 min 29 s |
| 2012 | Rachid Boulahdid  | France  | 2 h 25 min 20 s | Immaculate Chemutai  | Ouganda | 2 h 51 min 25 s |
| 2013 | Habib Mosbah      | Algérie | 2 h 28 min 12 s | Immaculate Chemutai  | Ouganda | 2 h 49 min 05 s |
| 2014 | Kennedy Kipyego   | Kenya   | 2 h 23 min 19 s | Immaculate Chemutai  | Ouganda | 2 h 48 min 53 s |
| 2016 | Alaa Hrioued      | Maroc   | 2 h 19 min 56 s | Mercyline Jeronoh    | Kenya   | 2 h 47 min 01 s |
| 2017 | Alaa Hrioued      | Maroc   | 2 h 24 min 03 s | Mercyline Jeronoh    | Kenya   | 2 h 53 min 01 s |
| 2018 | Alaa Hrioued      | Maroc   | 2 h 16 min 33 s | Karanja Beth Muthoni | Kenya   | 2 h 39 min 19 s |
| 2019 | Redouan Nouini    | France  | 2 h 25 min 54 s | Vrajic Marija        | Croatie | 3 h 08 min 54 s |
| 2022 | Shadrack Kipyegon | Kenya   | 2 h 19 min 58 s | Martina Tonelli      | Italie  | 2 h 57 min 41 s |
| 2023 | Bertrand Brochot  | France  | 2 h 29 min 34 s | Anna Wasik-Albano    | Pologne | 2 h 58 min 50 s |
| 2024 | False Morgan      | France  | 2 h 23 min 20 s | Alexia Van Tol       | France  | 3 h 11 min 23 s |
| 2025 | Lefevre Cedric    | France  | 2 h 28 min 07 s | Jade Richer          | France  | 3 h 03 min 48 s |

### Nombres de participants
| Année               | Total   | Marathon |
| ------------------- | ------- | -------- |
| 17 octobre 2010     | 1750    | 1750     |
| 16 octobre 2011     | 928     |          |
| 14 octobre 2012     |         |          |
| 13 octobre 2013     |         | 821      |
| 19 octobre 2014     |         | 834      |
| 29 octobre 2015     | Annulée | Annulée  |
| 20 mars 2016        | 3914    | 620      |
| 19 mars 2017        | 5000    | 591      |
| 25 mars 2018        | 6000    | 669      |
| 24 mars 2019        | 5000    | 706      |
| 2020                | Annulée | Annulée  |
| 2021                | Annulée | Annulée  |
| 20 mars 2022        | 7000    | 1205     |
| 19 mars 2023        | 6000    | 850      |
| 5 au 7 avril 2024   | 9250    | 879      |
| 11 au 13 avril 2025 | 13600   | 1067     |

## Polémiques
Dans les semaines précédant l’édition 2025, la grille tarifaire du Montpellier Run Festival suscite une vive polémique, certains coureurs estimant « scandaleux » un prix à plus de 3 € par kilomètre — soit 35 € pour un 10 km — et dénonçant des hausses de dernière minute jugées excessives. Les tarifs affichés à quelques jours du départ vont de 22 € pour le 5 km à 72 € pour le marathon, avec 198 € par équipe pour l’ekiden. Pour sa part, la société organisatrice Playground, via son directeur Jérémy Larson, rappelle que l’événement mobilise un budget de plus de 500 000 € hors taxes — couvrant notamment la sécurité, les prestataires et les animations — et considère ces tarifs comme indispensables au financement de l’intégralité du dispositif.

## Sources
- Site officiel du Montpellier Run Festival